# Unser Lieben Frauen (Mittweida)

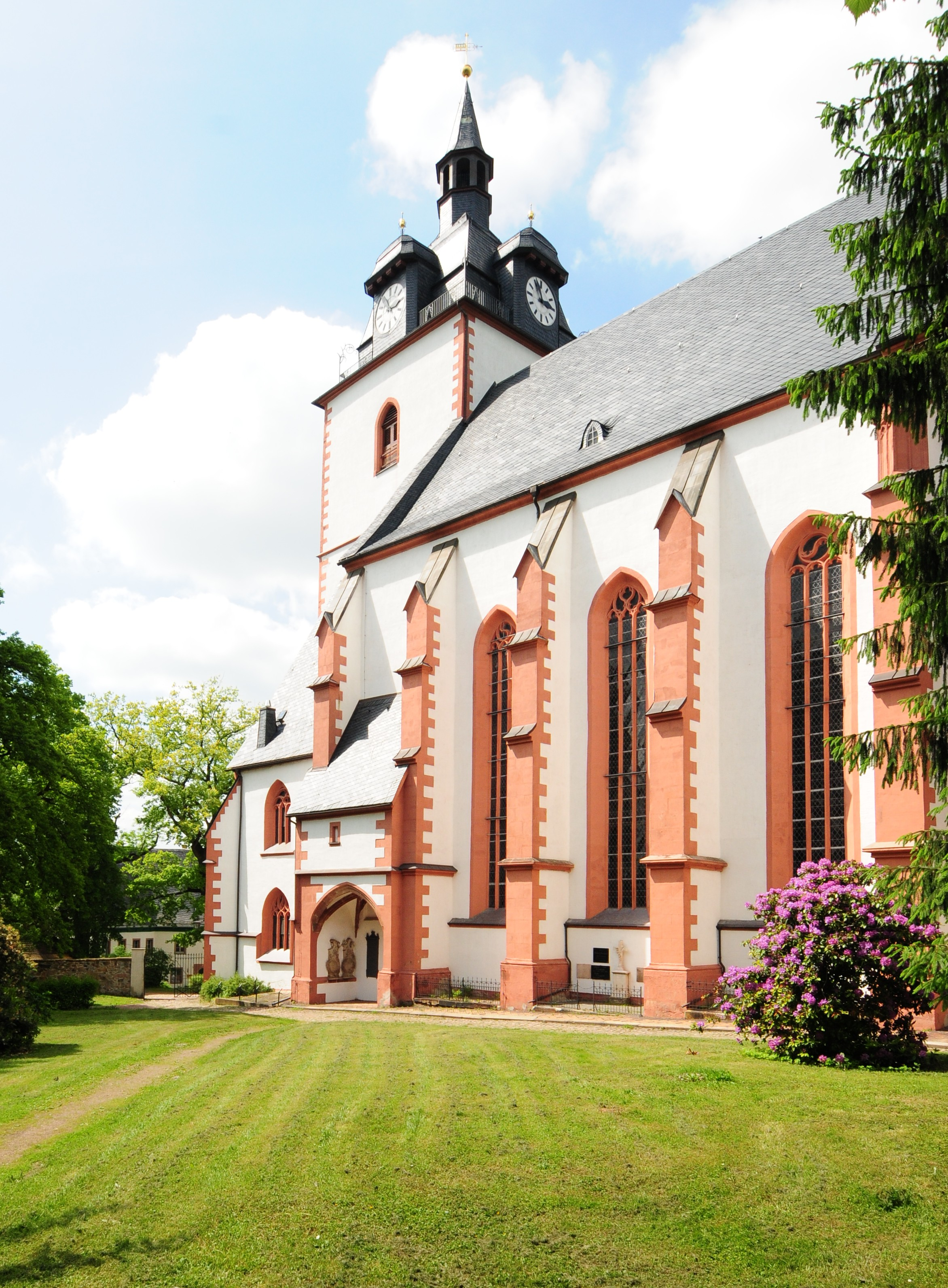
Unser Lieben Frauen in Mittweida

Die evangelische Stadtkirche Unser Lieben Frauen in Mittweida ist eine spätgotische Hallenkirche im Landkreis Mittelsachsen in Sachsen. Sie ist auch als St. Marien Mittweida bekannt und gehört zur Kirchengemeinde Mittweida in der Evangelisch-Lutherischen Landeskirche Sachsens. Durch ihre Lage hoch über der Stadt prägt sie das Stadtbild von Mittweida.

## Geschichte und Architektur

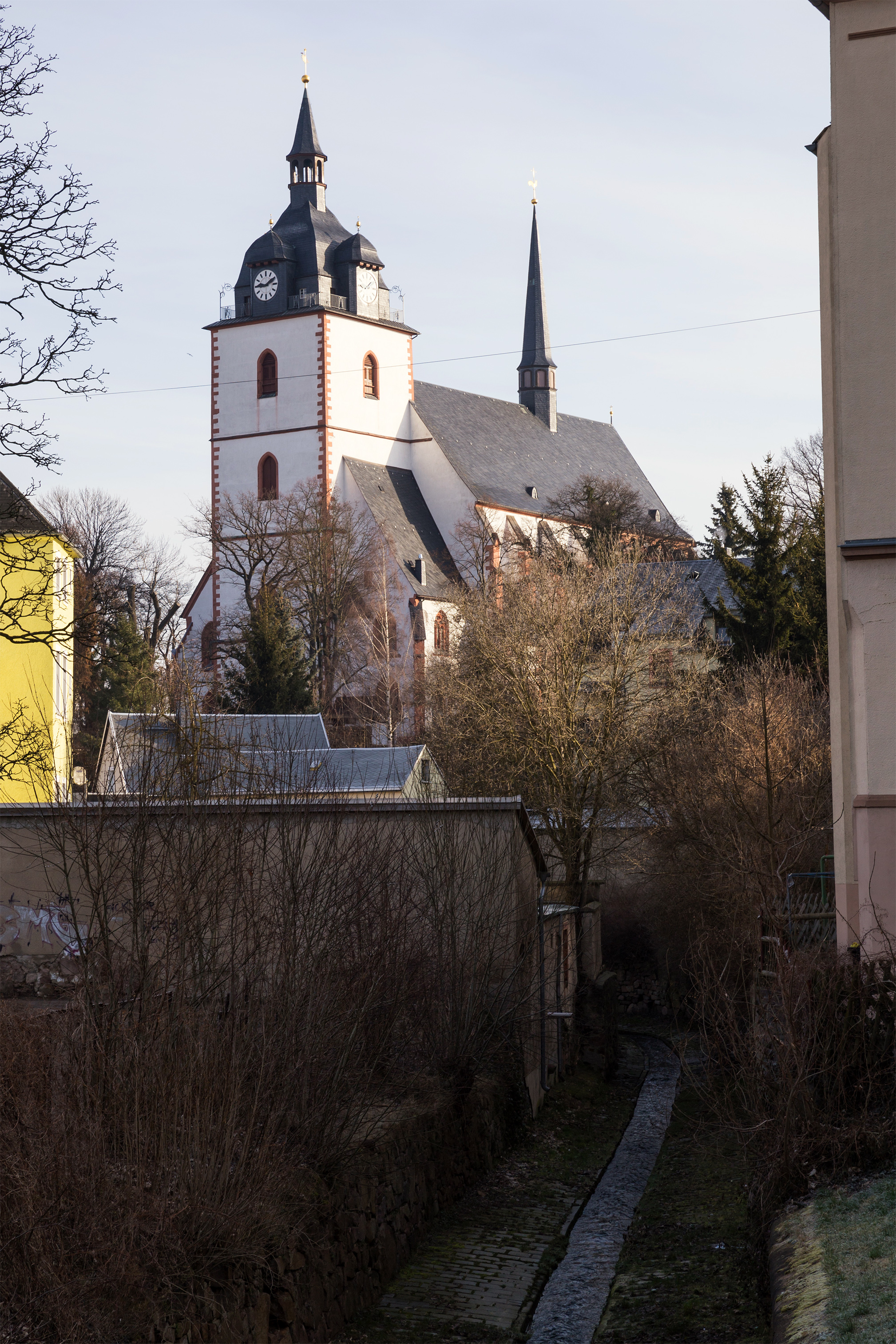
Südwestansicht

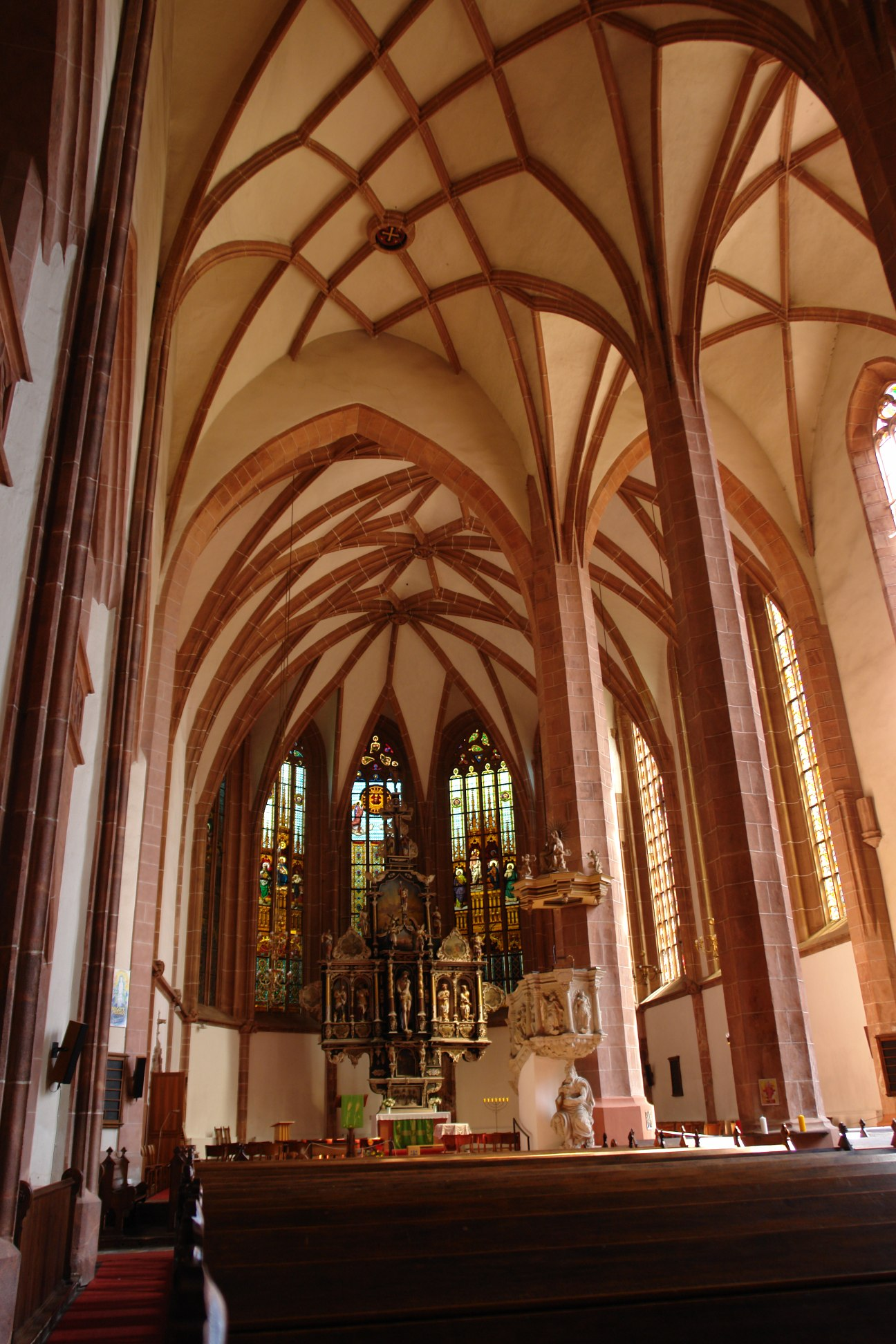
Blick zum Chor

Die Stadtkirche Mittweida wurde 1303 erstmals erwähnt. Nach einem Brand im Jahr 1450 wurde sie zum Teil durch einen Neubau ersetzt. Dabei blieb vom Vorgängerbau die Sakristei nördlich des Chores erhalten. An dem sich anschließenden nördlichen Seitenschiff von 1430/50 befindet sich ein kielbogiges Figurenportal aus etwa der gleichen Zeit. Der neu erbaute Chor ist durch die Kirchen in Rochlitz beeinflusst und war um 1476 eingewölbt. Der Bau des Kirchenschiffs zog sich bis in das 16. Jahrhundert hin. Der Westturm mit Türmerstube wurde von 1516 bis 1522 neu gebaut.
Die Stadtkirche in Mittweida ist eine dreischiffige vierjochige Hallenkirche aus verputztem Bruchsteinmauerwerk mit verschiedenen Netzgewölbeformen. Der zweischiffige Chor umfasst das Mittelschiff und das südliche Seitenschiff und schließt mit sieben Seiten eines Zwölfecks; das vom Vorgängerbau übernommene Nordschiff des Chores ist niedriger und mit steinernen Emporen versehen. Ähnlich wie die Rochlitzer Kirchen zeigt der Chor reiche Maßwerkfenster und einen fein gegliederten Außenbau. Eine ähnliche asymmetrische Chorlösung ist in der Marienkirche Angermünde zu finden.
Eine neugotische Restaurierung erfolgte in den Jahren 1886/87 durch Hugo Altendorff; dabei wurden auch die figürlichen Glasmalereien im Chor eingesetzt. Weitere Restaurierungen erfolgten 1958 im Innern, 1974 im Äußeren durch Georg Laudeley und nach 1987.

## Ausstattung

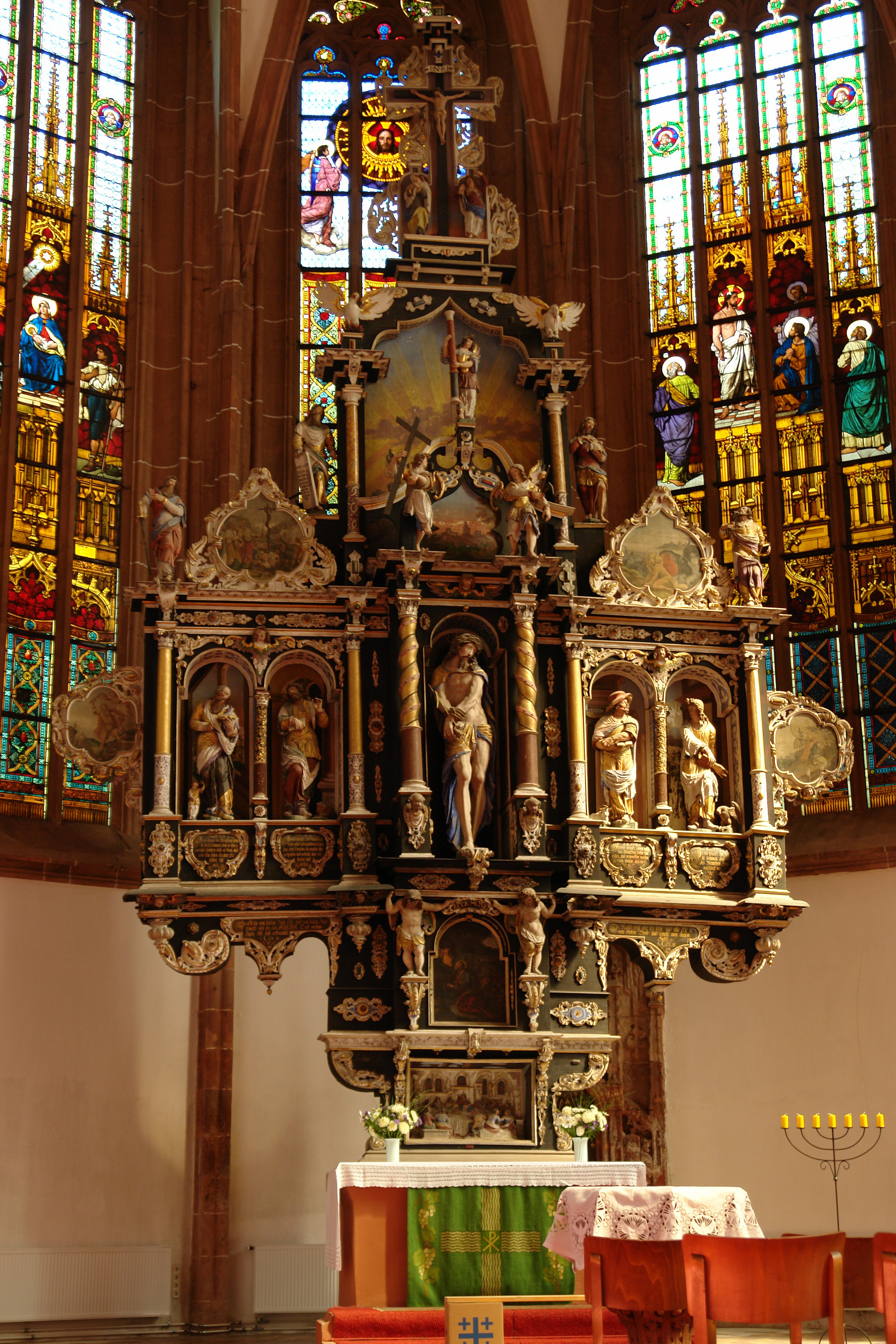
Altar

Von der Ausstattung ist der dreiteilige Altaraufbau von Valentin Otte und Johann Richter aus Meißen aus dem Jahr 1661 zu erwähnen, der den Altären in der Stadtkirche Leisnig und in der Klosterkirche St. Afra in Meißen ähnelt. In der Predella zeigt er ein Relief mit einer Darstellung des Abendmahls. Darüber befindet sich ein Gemälde mit Christus am Ölberg, das von vier Engeln auf Konsolen gerahmt wird, die einen Architrav stützen, auf dem die Mittelfigur steht. In der Mitte befindet sich eine Nische mit einer Ecce-homo-Figur, die von seitlichen Nischen mit Figuren der Evangelisten vor gemalten illusionistischen Architekturen gerahmt wird. In den Wangen befinden sich gemalte Darstellungen des Opfers Abrahams und von Samson mit den Torflügeln von Gaza. In der Bekrönung des Altars sind Engel mit den Leidenswerkzeugen dargestellt. Über den Seiten befinden sich Bilder mit der Ehernen Schlange und der Geschichte des Jonas sowie vier weitere Figuren. Den Abschluss bildet eine Kreuzigungsgruppe, die vom Salvator mundi bekrönt wird.
Die ursprünglich farbig gefasste Kanzel aus Sandstein fertigte 1667 Abraham Conrad Buchau, sie zeigt eine sitzende Figur des Mose als Träger des Korbs und einen geschnitzten Gnadenstuhl am Schalldeckel. Der Kanzelaufgang windet sich schneckenartig um den Pfeiler. An der Brüstung des Korbs sind Nischen mit der Darstellung der großen Propheten zwischen korinthischen Säulen zu finden; die Treppenbrüstung ist mit Darstellungen der kleinen Propheten ausgestattet.
Ein Sakramentshaus aus Rochlitzer Porphyrtuff stammt noch aus der Zeit um 1450. Es zeigt über einem schmalen Fuß sich auffächerndes Rankenwerk mit der darüber angeordneten Nische, die von Prophetenfiguren flankiert ist. Als Abschluss dient ein fünfbahniger, gestaffelter Aufbau mit Fialen und Engelsfiguren in den seitlichen Zwickeln. Fünf Fenster im Chor mit Glasmalereien wurden 1889 von Wenzel Schwarz und Bruno Urban geschaffen.
Die achteckige Taufe aus Sandstein von 1553 ist in der Turmhalle aufgestellt und zeigt am Fuß Kinderfiguren mit Taufkleidchen sowie an der Kuppa Putten zwischen Ranken. Ein großes ausdrucksstarkes Kruzifix stammt aus der Zeit um 1700. Ein Einbaumschrank aus dem 15. Jahrhundert mit Beschlagwerk und unterschiedlichen Schließvorrichtungen ist ebenfalls erhalten.

### Orgel

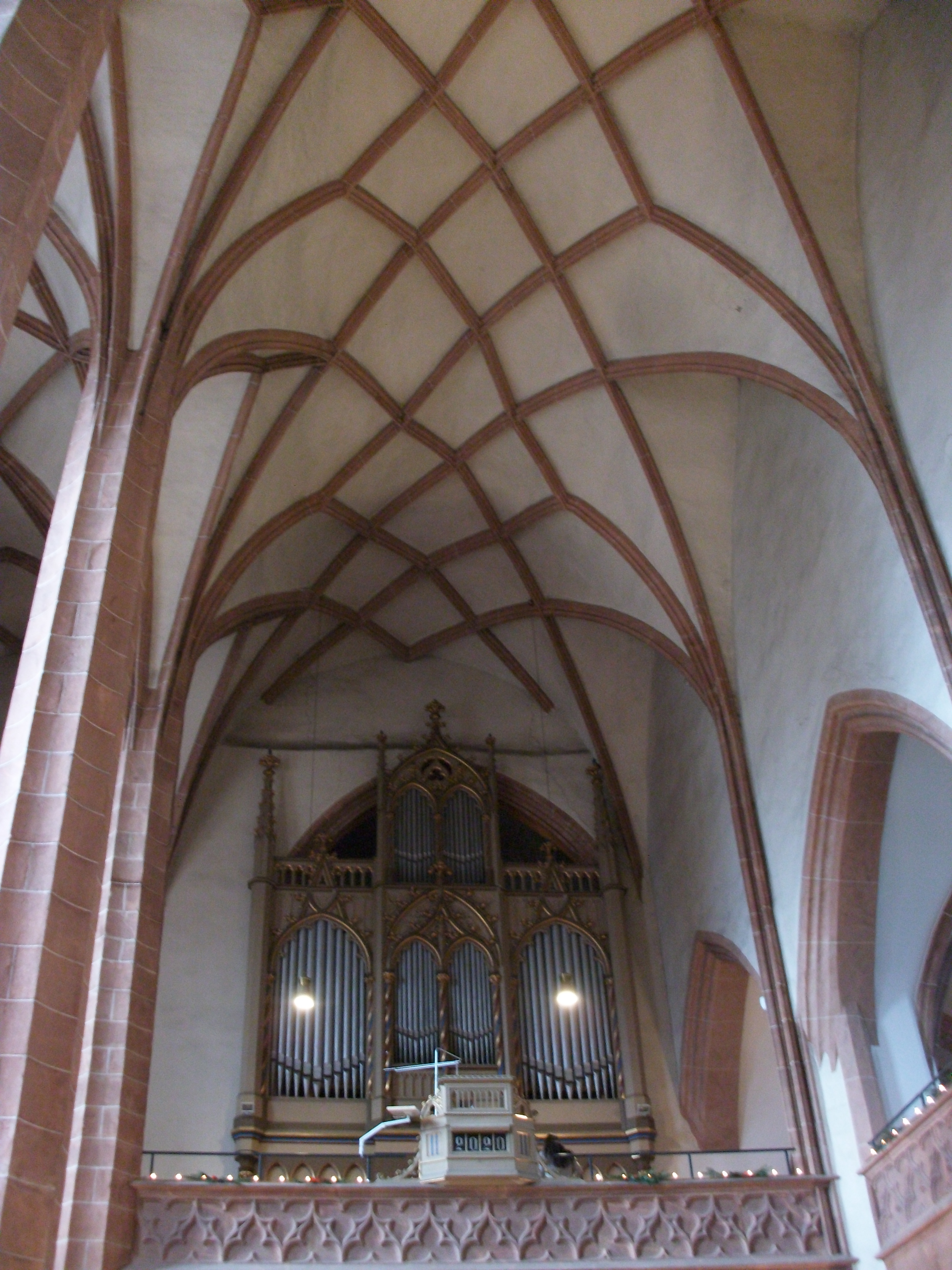
Orgel

Die Orgel erbaute Friedrich Ladegast im Jahr 1880 mit 39 Registern auf drei Manualen und Pedal, davon erhalten ist jedoch nur das neugotische Gehäuse. Das Werk wurde durch die Firma Jehmlich Orgelbau Dresden auf 72 Register erweitert und im Jahr 2009 durch die Firma Eule Orgelbau überarbeitet.
| I Hauptwerk C–a3 |                |        |
| 01.              | Principal      | 16'    |
| 02.              | Principal      | 08'    |
| 03.              | Doppelflöte    | 08'    |
| 04.              | Viola di Gamba | 08'    |
| 05.              | Flauto Amabile | 08'    |
| 06.              | Viola d’Amour  | 08'    |
| 07.              | Gemshorn       | 04'    |
| 08.              | Octave         | 04'    |
| 09.              | Quinte         | 02 ⁄3' |
| 10.              | Octave         | 02'    |
| 11.              | Cornett III    |        |
| 12.              | Mixtur IV      |        |
| 13.              | Trompete       | 08'    |

| II Oberwerk C–a3 |                   |         |     |
| 14.              | Quintatön         | 16'     |     |
| 15.              | Principal         | 08'     |     |
| 16.              | Traversflöte      | 08'     |     |
| 17.              | Salicional        | 08'     |     |
| 18.              | Rohrflöte         | 08'     |     |
| 19.              | Flauto Dolce      | 08'     |     |
| 20.              | Dolce             | 08'     | (v) |
| 21.              | Flauto Minor      | 04'     |     |
| 22.              | Blockflöte        | 04'     |     |
| 23.              | Octave            | 04'     |     |
| 24.              | Fugara            | 04'     | (v) |
| 25.              | Quinte            | 02 ⁄3'  |     |
| 26.              | Piccolo           | 02'     |     |
| 27.              | Waldflöte         | 02'     | (v) |
| 28.              | Terz              | 01 3⁄5' |     |
| 29.              | Spielpfeife       | 01'     |     |
| 30.              | Progressio III-IV |         |     |
| 31.              | Scharff IV-VI     |         | (v) |
| 32.              | Cymbel III        |         |     |
| 33.              | Clarinette        | 08'     |     |

| III Echowerk C–a3 |                 |         |
| 34.               | Gedackt         | 16'     |
| 35.               | Geigenprincipal | 08'     |
| 36.               | Soloflöte       | 08'     |
| 37.               | Quintatön       | 08'     |
| 38.               | Gedackt         | 08'     |
| 39.               | Gemshorn        | 08'     |
| 40.               | Aeoline         | 08'     |
| 41.               | Vox Coelestis   | 08'     |
| 42.               | Schwebeflöte    | 08'     |
| 43.               | Zartflöte       | 04'     |
| 44.               | Violine         | 04'     |
| 45.               | Octavflöte      | 04'     |
| 46.               | Nassat          | 02 ⁄3'  |
| 47.               | Flautino        | 02'     |
| 48.               | Terz            | 01 3⁄5' |
| 49.               | Septime         | 01 ⁄7'  |
| 50.               | Sifflöte        | 01'     |
| 51.               | Cornett V       |         |
| 52.               | Mixtur IV       |         |
| 53.               | Schalmei        | 08'     |
| 54.               | Trompete        | 08'     |
| 55.               | Oboe            | 08'     |

| Pedalwerk C–f1 |              |         |     |
| 56.            | Untersatz    | 32'     |     |
| 57.            | Principalbaß | 16'     |     |
| 58.            | Violon       | 16'     |     |
| 59.            | Subbaß       | 16'     |     |
| 60.            | Echobaß      | 16'     |     |
| 61.            | Quintbaß     | 10 2⁄3' | (v) |
| 62.            | Dulciana     | 08'     | (v) |
| 63.            | Flötenbaß    | 08'     |     |
| 64.            | Violoncello  | 08'     |     |
| 65.            | Octavbaß     | 08'     |     |
| 66.            | Nassat       | 05 1⁄3' |     |
| 67.            | Choralbaß    | 04'     |     |
| 68.            | Flauto Dolce | 04'     |     |
| 69.            | Octavbaß     | 02'     |     |
| 70.            | Mixturbaß IV |         |     |
| 71.            | Posaune      | 16'     |     |
| 72.            | Trompetenbaß | 08'     |     |

- Koppeln:
  - Normalkoppeln: II/I, III/I, III/II, I/P, II/P, III/P
  - Suboktavkoppeln: II/I, III/I, III/II, III/III
  - Superoktavkoppeln: II/I, III/I, III/II, III/III, II/P, III/P
  - Sonstige Koppeln: Generalkoppel
- Spielhilfen: 10.000 Setzerkombinationen, feste Kombinationen (Pianopedal, Tuttipedal, Tutti), Absteller (Pedal, 16'-Zungen, 16'-Register)
- Anmerkung

(v) = für späteren Einbau vorbereitet

## Umgebung
Die Kirche steht auf einem befestigten Kirchhof mit zahlreichen, teils mehrarmigen und miteinander verbundenen unterirdischen Speichern mit Gewölben oder in den Felsen gehauenen Gängen (Felsenkellern), die ursprünglich der Aufbewahrung von Getreide und Geräten oder als Zufluchtsort dienten. Sie sind von der Nord- und Westseite des Kirchhofs und von der Außenseite der Mauer her zugänglich.